# 인류학자
인류학자(人類學者, 영어: anthropology)는 인류와 과거와 현대에서의 인류문화의 기원과 특징 등을 연구하는 사람이다. 인류학의 분야가 사회인류학 , 문화인류학 , 철학인류학 등으로 나뉨에 따라 같은 인류학자라도 연구의 범위가 다르다.

## 교육
인류학자는 일반적으로 학부 교육에서 인류학 내의 광범위한 주제를 다룬 다음 대학원 수준에서 자신이 선택한 주제를 전문적으로 다루게 된다. 일부 대학에서는 자격 시험을 통해 인류학에 대한 학생의 이해의 폭과 깊이를 테스트한다. 합격한 학생은 박사학위 논문을 작성할 수 있다.
인류학자는 일반적으로 박사 학위나 석사 학위 등 대학원 학위를 보유하고 있다. 해당 분야에서 고급 학위를 취득하지 않은 경우는 거의 없다. 일부 인류학자는 인류학이 아닌 다른 분야의 학사 학위와 인류학 대학원 학위를 보유하고 있다.

## 같이 보기
- 인류학자 목록
- 생물학자
- 심리학자